# Paolo Perrone
Paolo Perrone (Lecce, 16 dicembre 1967) è un politico italiano, sindaco di Lecce dal 2007 al 2017.

## Biografia
Figlio di Vincenzo Perrone (1937-2024), parlamentare, si laurea con lode in economia aziendale (specializzazione in amministrazione e controllo), conseguita nel 1991 presso l'Università Luigi Bocconi di Milano, ottiene il diploma di "international business program" presso la Scuola di economia di Stoccolma e frequenta il corso di specializzazione in management et controle de gestion international presso l'École des Hautes Études Commerciales di Parigi.
Nel 1992 consegue il diploma master CEMS a Milano e l'abilitazione alla professione di dottore commercialista. Diventa poi titolare dell'insegnamento in economia delle pubbliche amministrazioni presso la facoltà di economia dell'Università di Lecce e avvia l'attività professionale quale amministratore delegato della Gieffe s.r.l., società operante nel settore della grande distribuzione, e di membro del comitato di indirizzo scientifico della Links Management and Technology S.p.A., società impegnata nel settore delle applicazioni web e information technology. Nel marzo 2023 viene nominato Presidente del Consiglio di Amministrazione di Links Management and Technology S.p.A. Il 18 maggio 2023 è stato nominato Presidente del Consiglio di Amministrazione dell’Istituto Poligrafico e Zecca dello Stato Italiano.

### Carriera politica
Eletto consigliere comunale a Lecce nel 1998 e nel 2002 e consigliere provinciale nel 2004, nella giunta guidata da Adriana Poli Bortone ricopre l'incarico di vicesindaco e assessore comunale con delega al bilancio, ai rapporti con l'università, al decentramento e alle pari opportunità. Nel maggio 2007 è candidato sindaco di Lecce per il centrodestra alle elezioni amministrative del 2007 vincendole al primo turno con il 56,2% delle preferenze raccogliendo 34.367 voti a capo di una coalizione formata Alleanza Nazionale, Forza Italia, Unione dei Democratici Cristiani e di Centro, Democrazia Cristiana per le Autonomie, Alternativa Sociale, Partito Pensionati, Fiamma Tricolore e due liste civiche e venendo proclamato sindaco il 29 maggio.
Nel dicembre del 2011 viene eletto presidente dell'Aip (Autorità Idrica Pugliese).
Alle elezioni amministrative del 2012 è confermato sindaco al primo turno con il 64,3% delle preferenze raccogliendo 35.888 voti a capo di una coalizione Il Popolo della Libertà, La Puglia Prima di Tutto, Io Sud, Futuro e Libertà per l'Italia e le liste civiche Città del Mondo, Grande Lecce, Regione Salento e Per Lecce Città d'Arte, sconfiggendo tra gli altri la vicepresidente della Regione Puglia Loredana Capone, candidata del centrosinistra.
Dal novembre 2014 è Vicepresidente vicario Anci (Associazione Nazionale Comuni Italiani).  Nel 2015 aderisce al partito Conservatori e Riformisti di Raffaele Fitto.
Nel 2016, secondo il sondaggio "Governance Poll" del quotidiano Il Sole 24 ore, è il sindaco più amato d'Italia.
Lasciato il partito di Fitto all'inizio del 2018, si candida al Senato della Repubblica con Fratelli d'Italia in occasione delle elezioni politiche, senza risultare eletto.

### Procedimenti giudiziari
Il 17 luglio 2014 è stato condannato in primo grado a dieci mesi di reclusione (pena sospesa subordinata al versamento di una provvisionale di trentamila euro nei confronti della parte civile) nel processo nato in seguito alla morte dell'avvocato Carlo Andrea De Pace. L'uomo, ottantunenne, morì per annegamento, intrappolato all'interno della sua Spider, finita nel sottopassaggio fra via del Mare e viale Leopardi, allagato a causa del nubifragio che dalle prime ore della giornata si era abbattuto sulla città. Il sindaco e il dirigente comunale sono finiti sotto inchiesta e poi rinviati a giudizio dopo indagini eseguite dai carabinieri della compagnia di Lecce con l'accusa di omicidio colposo per omessa cautela: entrambi, infatti, secondo l'accusa, avrebbero “cagionato per negligenza, imprudenza e imperizia, il decesso di De Pace“. Il 2 marzo 2017 è stato assolto in appello.